# ديميتار فيلكوفسكي
ديميتار فيلكوفسكي (بالبلغارية: Димитър Велковски) هو لاعب كرة قدم بلغاري في مركز الوسط، ولد في 22 يناير 1995 في فراتسا في بلغاريا. شارك مع منتخب بلغاريا تحت 19 سنة لكرة القدم ومنتخب بلغاريا تحت 21 سنة لكرة القدم. أما مع النوادي، فقد لعب مع نادي لوكوموتيف بلوفديف ونادي لوكوموتيف صوفيا.

## وصلات خارجية
- ديميتار فيلكوفسكي على موقع الاتحاد الأوربي (الإنجليزية)
- ديميتار فيلكوفسكي على موقع قاعدة بيانات كرة القدم.إي يو (الإنجليزية)
- ديميتار فيلكوفسكي على موقع ناشيونال فوتبول تيمز (الإنجليزية)
- ديميتار فيلكوفسكي على موقع Soccerway.com (الإنجليزية)
- ديميتار فيلكوفسكي على موقع عالم كرة القدم.نت (الإنجليزية)